# Betty Gilpin
Elizabeth Folan Gilpin (New York City, 1986. július 21. –) amerikai színésznő.

## Fiatalkora
Gilpin 1986. július 21-én született New Yorkban, Jack Gilpin és Ann McDonough színészek lányaként. Apja, aki egyben püspöki pap is, első unokatestvére Drew Gilpin Faustnak, a Harvard Egyetem 2007 és 2018 közötti elnökének. A manhattani South Street Seaport szomszédságában nőtt fel, ahol elmondása szerint a családi háza "az egyetlen lakott épületek egyike volt a környéken". Gilpin 2004-ben végzett a Loomis Chaffee Schoolban, 2008-ban pedig a Fordham Egyetemen. Fordhami tanulmányai során Dianne Wiestnél tanult.

## Magánélete
2016-ban Gilpin feleségül ment a szintén színész Cosmo Pfeil-hoz.

## Filmográfia

### Film
| Év   | Magyar cím            | Eredeti cím          | Szerep          | Magyar hang   |
| ---- | --------------------- | -------------------- | --------------- | ------------- |
| 2008 | Szerelemben, halálban | Death in Love        | fiatal modell   |               |
| 2008 | Kísértetváros         | Ghost Town           | WWII nővér      |               |
| 2009 |                       | The Northern Kingdom | Carissa         |               |
| 2014 |                       | Beach Pillows        | Karla           |               |
| 2014 | Vigyázz rám           | Take Care            | Jodi            | Solecki Janka |
| 2015 | Igaz történet         | True Story           | Cheryl Frank    | Solecki Janka |
| 2017 |                       | Future '38           | Banky           |               |
| 2019 | Hát nem romantikus?   | Isn't It Romantic    | Whitney         |               |
| 2019 | Egy kutya négy útja   | A Dog's Journey      | Gloria          | F. Nagy Erika |
| 2019 | Übergáz               | Stuber               | Becca           | Solecki Janka |
| 2020 | Az átok háza          | The Grudge           | Nina Spencer    | Solecki Janka |
| 2020 | Vadászat              | The Hunt             | Crystal Creasey | Solecki Janka |
| 2020 | Coffee és Kareem      | Coffee & Kareem      | Watts nyomozó   |               |
| 2021 | A holnap háborúja     | The Tomorrow War     | Lily Gamble     | Solecki Janka |

### Televízió
| Év        | Magyar cím                               | Eredeti cím                       | Szerep                                                      | Megjegyzések                                   |
| --------- | ---------------------------------------- | --------------------------------- | ----------------------------------------------------------- | ---------------------------------------------- |
| 2006–2009 | Esküdt ellenségek: Bűnös szándék         | Law & Order: Criminal Intent      | Amanda Dockerty / Stacey Hayes-Fitzgerald                   | 2 epizód                                       |
| 2008      | New Amsterdam                            | New Amsterdam                     | Marika Soloway                                              | 1 epizód                                       |
| 2008      | A rejtély                                | Fringe                            | Loraine Daisy                                               | 1 epizód                                       |
| 2009      | Zűrös zsaruk                             | The Unusuals                      | Abigail Allen / Margo Stanford                              | 1 epizód                                       |
| 2009      | Esküdt ellenségek                        | Law & Order                       | Paige Regan                                                 | 1 epizód                                       |
| 2010      | A férjem védelmében                      | The Good Wife                     | Molly                                                       | 1 epizód                                       |
| 2010      |                                          | Past Life                         | Corrine                                                     | 1 epizód                                       |
| 2010      | A médium                                 | Medium                            | Kim Clement                                                 | 1 epizód                                       |
| 2012      | Esküdt ellenségek: Különleges ügyosztály | Law & Order: Special Victims Unit | Natalie Relais                                              | 1 epizód                                       |
| 2013–2015 | Jackie nővér                             | Nurse Jackie                      | Dr. Carrie Roman                                            | 34 epizód                                      |
| 2015      |                                          | The Walker                        | Roz                                                         | 8 epizód                                       |
| 2015      | Laura rejtélyei                          | The Mysteries of Laura            | Isabel Van Doren                                            | 1 epizód                                       |
| 2016      | Sherlock és Watson                       | Elementary                        | Fiona Helbron                                               | 4 epizód                                       |
| 2016      |                                          | Mercy Street                      | Eliza Foster                                                | 2 epizód                                       |
| 2016      |                                          | Masters of Sex                    | Dr. Nancy Leveau                                            | 9 epizód                                       |
| 2017      | Amerikai istenek                         | American Gods                     | Audrey                                                      | 2 epizód                                       |
| 2017–2019 | GLOW                                     | GLOW                              | Debbie Eagan                                                | 30 epizód                                      |
| 2018–2021 | Robotcsirke                              | Robot Chicken                     | Laurie Jupiter / Louisa von Trapp / Veronica Lodge (hangja) | 2 epizód                                       |
| 2022      | Gaslit – A Watergate-botrány             | Gaslit                            | Maureen Kane Dean                                           | főszereplő (8 epizód)                          |
| 2022      | Üvöltés                                  | Roar                              | Amelia                                                      | 1 epizód                                       |
| 2023      | Mrs. Davis                               | Mrs. Davis                        | Simone nővér / Elizabeth Abbott                             | - 8 epizód - magyar hangja: - Tompos Kátya     |
| 2023      | Koponya-sziget                           | Skull Island                      | Irene (hangja)                                              | - 6 epizód - magyar hangja: - Nádasi Veronika  |
| 2023      |                                          | Three Women                       | Lina                                                        | főszereplő                                     |
| 2025      | A vadnyugat születése                    | American Primeval                 | Sara Holloway/Rowell                                        | - minisorozat - magyar hangja: - Grisnik Petra |